# Hòa Hiệp, Tân Biên
Hòa Hiệp là một xã thuộc huyện Tân Biên, tỉnh Tây Ninh, Việt Nam.

## Địa lý
Xã Hòa Hiệp nằm ở phía nam huyện Tân Biên, có vị trí địa lý:
- Phía đông giáp các xã Thạnh Tây, Tân Phong, Mỏ Công
- Phía tây giáp Campuchia
- Phía nam giáp huyện Châu Thành
- Phía bắc giáp xã Tân Bình.

Xã Hòa Hiệp có diện tích 91,85 km², dân số năm 2019 là 7.730 người, mật độ dân số đạt 84 người/km².

## Hành chính
Xã Hòa Hiệp được chia thành 4 ấp: Hòa Bình, Hòa Đông A, Hòa Đông B, Hòa Lợi.